# 荒雄村
荒雄村（あらおむら）は、1950年（昭和25年）まで宮城県志田郡の北西部にあった村。現在の大崎市古川江合などにあたる。

## 地理
- 河川：江合川

## 沿革
- 1889年（明治22年）4月1日 - 町村制施行にともない、江合村・小泉村・李埣村・福浦村・福沼村・馬寄村・蓑口沼村・宮袋村の計8か村が合併して荒雄村が発足。村名は江合川の別名・荒雄川にちなむ。
- 1947年（昭和22年）8月7日 - 昭和天皇の戦後巡幸。明治天皇が農作業を視察した場所を訪問[1][2]。
- 1950年（昭和25年）12月15日 - 志田郡志田村・栗原郡宮沢村と共に志田郡古川町へ編入。古川町は同日付で市制施行し、古川市となる[3]。

## 行政
- 歴代村長

| 代 | 氏名       | 就任                      | 退任                       | 備考 |
| -- | ---------- | ------------------------- | -------------------------- | ---- |
| 1  | 青沼升治   | 1889年（明治22年）4月23日 | 1889年（明治22年）12月25日 |      |
| 2  | 相沢善隆   | 1890年（明治23年）1月10日 | 1890年（明治23年）7月7日   |      |
| 3  | 梅森郁     | 1890年（明治23年）7月23日 | 1894年（明治27年）7月22日  |      |
| 4  | 梅森三郎   | 1894年（明治27年）7月28日 | 1902年（明治35年）9月1日   |      |
| 5  | 岸政治     | 1903年（明治36年）3月27日 | 1924年（大正13年）7月11日  |      |
| 6  | 相沢琢造   | 1924年（大正13年）8月6日  | 1932年（昭和7年）8月9日    |      |
| 7  | 早坂与兵衛 | 1932年（昭和7年）10月7日  | 1940年（昭和15年）10月6日  |      |
| 8  | 高橋勇吉   | 1940年（昭和15年）10月7日 | 1946年（昭和21年）11月21日 |      |
| 9  | 佐々木弥   | 1947年（昭和22年）4月9日  | 1950年（昭和25年）12月14日 |      |